# Maison rouge (Chinon)
Pour les articles homonymes, voir Maison rouge.
La Maison rouge est une demeure médiévale dans la commune française de Chinon, dans le département d'Indre-et-Loire.
Construite au XIVe siècle à l'angle d'une importante place de la ville au Moyen Âge, elle est surtout remarquable par sa façade à pans de bois et hourdis de briques. Elle est inscrite comme monument historique en 1926.

## Localisation
La maison rouge se situe au 38, rue Voltaire, principale rue traversant la ville d'ouest en est au Moyen Âge et où les demeures médiévales restent très nombreuses. En outre, elle se trouve à l'angle du Grand Carroi, place importante et centre de l'activité de la ville à l'époque médiévale.

## Histoire

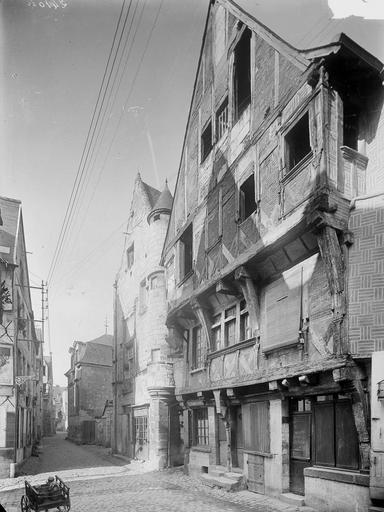
L'alternance de fenêtres et de portes montre que cette maison se composait autrefois de trois échoppes.

La maison est sans doute construite au XIVe siècle mais seule sa façade sur rue conserve son aspect originel. L'intérieur a fait l'objet d'un réaménagement complet et l'organisation des pièces n'est plus discernable.
La maison est inscrite comme monument historique par décret du 12 novembre 1926.

## Description

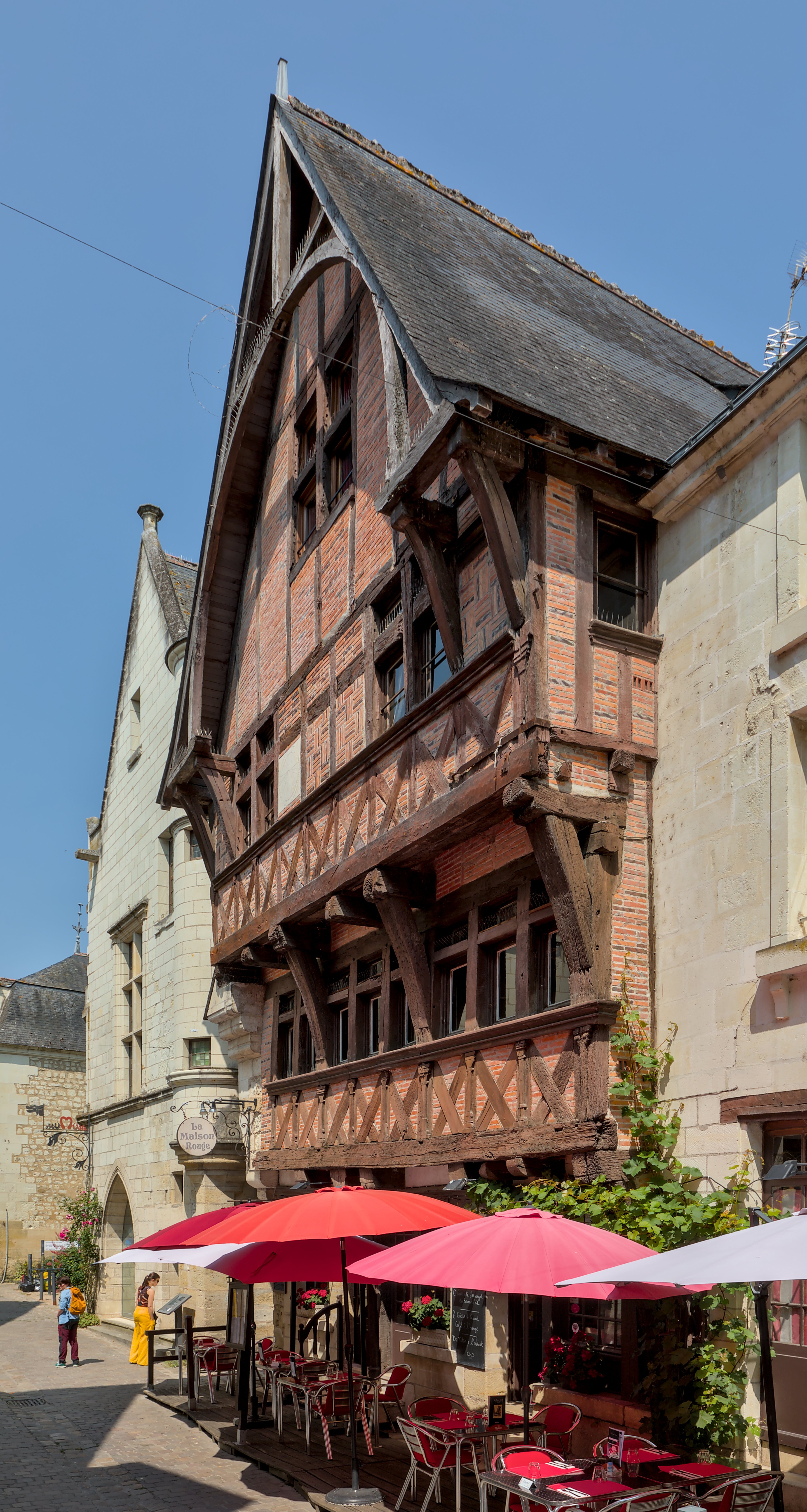
Façade.

La maison rouge se compose d'un rez-de-chaussée, de deux étages et d'un comble. Au Moyen Âge et à l'époque moderne, trois échoppes peuvent s'installer côte-à-côte au rez-de-chaussée.
La façade la maison rouge, à pans de bois, présente une architecture dominée par des lignes horizontales (rangées de baies, bandeaux d'allège renforcés de croix de saint André, sablières en encorbellement), disposition unique en Touraine mais fréquent dans des régions plus septentrionales, alors que ces maisons sont caractérisées par la verticalité fréquente des colombes entre la sablière basse et la sablière haute. Entre les baies du deuxième étage, le hourdis de briques dessine des motifs géométriques. Le pignon méridional est protégé de la pluie par une avancée du toit, appelée localement « capucine » par analogie avec la capuche des moines. Le mur latéral, en pierre de taille, n'est peut-être pas d'origine.
Son surnom de « maison rouge » fait référence aux briques qui composent largement ses murs. C'est également un contraste avec la maison bleue toute proche.